# Luganville Soccer Stadium
Das Luganville Soccer Stadium ist ein Fußballstadion in der Stadt Luganville des Inselstaates Vanuatu. Es ist eines der Hauptstadien der PVFA Premier League. Die Anlage beheimatete das letzte FIFA Goal Project, die Northern Region Football Academy.
2013 wurde es in Luganville Soccer Stadium umbenannt, nachdem es zuvor Chapuis Stadium hieß. Es war ein Austragungsort der Vanuatu National Games 2016.